# Lijst van gemeenten in provincie Burgos

Gemeenten in Burgos

Een overzicht van gemeenten in de Spaanse provincie Burgos. In de eerste kolom staat het gemeentenummer, waarvan de eerste twee cijfers verwijzen naar de provincie met nummer 09000.
| ID     | Naam                                        | Oppervlakte (km2) | Bevolkingsaantal (volkstelling 2001) | Dichtheid (inw/km) |
| ------ | ------------------------------------------- | ----------------- | ------------------------------------ | ------------------ |
| 09.001 | Abajas                                      | 35                | 52                                   | 1                  |
| 09.003 | Adrada de Haza                              | 10                | 272                                  | 27                 |
| 09.006 | Aguas Cándidas                              | 18                | 93                                   | 5                  |
| 09.007 | Aguilar de Bureba                           | 9                 | 86                                   | 10                 |
| 09.009 | Albillos                                    | 12                | 156                                  | 13                 |
| 09.010 | Alcocero de Mola                            | 8                 | 50                                   | 6                  |
| 09.011 | Alfoz de Bricia                             | 52                | 124                                  | 2                  |
| 09.907 | Alfoz de Quintanadueñas                     | 43                | 1044                                 | 24                 |
| 09.012 | Alfoz de Santa Gadea                        | 35                | 142                                  | 4                  |
| 09.013 | Altable                                     | 8                 | 59                                   | 7                  |
| 09.016 | Ameyugo                                     | 13                | 89                                   | 7                  |
| 09.017 | Anguix                                      | 13                | 151                                  | 12                 |
| 09.018 | Aranda de Duero                             | 127               | 29.942                               | 236                |
| 09.019 | Arandilla                                   | 27                | 195                                  | 7                  |
| 09.020 | Arauzo de Miel                              | 57                | 384                                  | 7                  |
| 09.021 | Arauzo de Salce                             | 19                | 67                                   | 4                  |
| 09.022 | Arauzo de Torre                             | 14                | 107                                  | 8                  |
| 09.023 | Arcos                                       | 31                | 341                                  | 11                 |
| 09.024 | Arenillas de Riopisuerga                    | 28                | 228                                  | 8                  |
| 09.025 | Arija                                       | 7                 | 218                                  | 31                 |
| 09.026 | Arlanzón                                    | 78                | 375                                  | 5                  |
| 09.027 | Arraya de Oca                               | 12                | 59                                   | 5                  |
| 09.029 | Atapuerca                                   | 25                | 196                                  | 8                  |
| 09.032 | Avellanosa de Muñó                          | 37                | 152                                  | 4                  |
| 09.033 | Bahabón de Esgueva                          | 21                | 133                                  | 6                  |
| 09.035 | Baños de Valdearados                        | 37                | 442                                  | 12                 |
| 09.036 | Bañuelos de Bureba                          | 15                | 41                                   | 3                  |
| 09.037 | Barbadillo de Herreros                      | 71                | 134                                  | 2                  |
| 09.038 | Barbadillo del Mercado                      | 13                | 168                                  | 13                 |
| 09.039 | Barbadillo del Pez                          | 22                | 63                                   | 3                  |
| 09.041 | Barrio de Muñó                              | 4                 | 33                                   | 8                  |
| 09.044 | Barrios de Colina                           | 24                | 74                                   | 3                  |
| 09.045 | Basconcillos del Tozo                       | 121               | 374                                  | 3                  |
| 09.046 | Bascuñana                                   | 8                 | 61                                   | 8                  |
| 09.047 | Belbimbre                                   | 10                | 75                                   | 8                  |
| 09.048 | Belorado                                    | 130               | 2019                                 | 16                 |
| 09.050 | Berberana                                   | 34                | 87                                   | 3                  |
| 09.051 | Berlangas de Roa                            | 16                | 242                                  | 15                 |
| 09.052 | Berzosa de Bureba                           | 78                | 48                                   | 1                  |
| 09.054 | Bozoó                                       | 33                | 117                                  | 4                  |
| 09.055 | Brazacorta                                  | 21                | 85                                   | 4                  |
| 09.056 | Briviesca                                   | 81                | 6271                                 | 77                 |
| 09.057 | Bugedo                                      | 10                | 134                                  | 13                 |
| 09.058 | Buniel                                      | 13                | 188                                  | 14                 |
| 09.059 | Burgos                                      | 108               | 166.187                              | 1539               |
| 09.060 | Busto de Bureba                             | 19                | 216                                  | 11                 |
| 09.061 | Cabañes de Esgueva                          | 27                | 249                                  | 9                  |
| 09.062 | Cabezón de la Sierra                        | 22                | 74                                   | 3                  |
| 09.064 | Caleruega                                   | 47                | 430                                  | 9                  |
| 09.065 | Campillo de Aranda                          | 24                | 202                                  | 8                  |
| 09.066 | Campolara                                   | 13                | 85                                   | 7                  |
| 09.067 | Canicosa de la Sierra                       | 30                | 588                                  | 20                 |
| 09.068 | Cantabrana                                  | 3                 | 42                                   | 14                 |
| 09.070 | Carazo                                      | 26                | 47                                   | 2                  |
| 09.071 | Carcedo de Bureba                           | 43                | 47                                   | 1                  |
| 09.072 | Carcedo de Burgos                           | 26                | 178                                  | 7                  |
| 09.073 | Cardeñadijo                                 | 9                 | 601                                  | 67                 |
| 09.074 | Cardeñajimeno                               | 12                | 507                                  | 42                 |
| 09.075 | Cardeñuela Riopico                          | 11                | 101                                  | 9                  |
| 09.076 | Carrias                                     | 13                | 42                                   | 3                  |
| 09.077 | Cascajares de Bureba                        | 8                 | 54                                   | 7                  |
| 09.078 | Cascajares de la Sierra                     | 7                 | 27                                   | 4                  |
| 09.079 | Castellanos de Castro                       | 10                | 71                                   | 7                  |
| 09.082 | Castildelgado                               | 5                 | 79                                   | 16                 |
| 09.083 | Castil de Peones                            | 14                | 30                                   | 2                  |
| 09.084 | Castrillo de la Reina                       | 15                | 267                                  | 18                 |
| 09.085 | Castrillo de la Vega                        | 26                | 601                                  | 23                 |
| 09.088 | Castrillo del Val                           | 23                | 565                                  | 25                 |
| 09.086 | Castrillo de Riopisuerga                    | 17                | 79                                   | 5                  |
| 09.090 | Castrillo Mota de Judíos                    | 22                | 80                                   | 4                  |
| 09.091 | Castrojeriz                                 | 136               | 971                                  | 7                  |
| 09.063 | Cavia                                       | 13                | 240                                  | 18                 |
| 09.093 | Cayuela                                     | 14                | 126                                  | 9                  |
| 09.094 | Cebrecos                                    | 23                | 82                                   | 4                  |
| 09.095 | Celada del Camino                           | 13                | 91                                   | 7                  |
| 09.098 | Cerezo de Río Tirón                         | 64                | 753                                  | 12                 |
| 09.100 | Cerratón de Juarros                         | 16                | 70                                   | 4                  |
| 09.101 | Ciadoncha                                   | 15                | 116                                  | 8                  |
| 09.102 | Cillaperlata                                | 17                | 55                                   | 3                  |
| 09.103 | Cilleruelo de Abajo                         | 48                | 321                                  | 7                  |
| 09.104 | Cilleruelo de Arriba                        | 19                | 80                                   | 4                  |
| 09.105 | Ciruelos de Cervera                         | 38                | 146                                  | 4                  |
| 09.108 | Cogollos                                    | 31                | 264                                  | 9                  |
| 09.109 | Condado de Treviño                          | 261               | 1139                                 | 4                  |
| 09.110 | Contreras                                   | 38                | 114                                  | 3                  |
| 09.112 | Coruña del Conde                            | 32                | 164                                  | 5                  |
| 09.113 | Covarrubias                                 | 41                | 618                                  | 15                 |
| 09.114 | Cubillo del Campo                           | 14                | 80                                   | 6                  |
| 09.115 | Cubo de Bureba                              | 9                 | 93                                   | 10                 |
| 09.119 | Cuevas de San Clemente                      | 13                | 68                                   | 5                  |
| 09.120 | Encío                                       | 19                | 64                                   | 3                  |
| 09.122 | Espinosa de Cervera                         | 30                | 110                                  | 4                  |
| 09.123 | Espinosa del Camino                         | 7                 | 36                                   | 5                  |
| 09.124 | Espinosa de los Monteros                    | 138               | 2062                                 | 15                 |
| 09.125 | Estépar                                     | 103               | 803                                  | 8                  |
| 09.127 | Fontioso                                    | 25                | 77                                   | 3                  |
| 09.128 | Frandovínez                                 | 9                 | 91                                   | 10                 |
| 09.129 | Fresneda de la Sierra Tirón                 | 61                | 116                                  | 2                  |
| 09.130 | Fresneña                                    | 14                | 111                                  | 8                  |
| 09.131 | Fresnillo de las Dueñas                     | 14                | 316                                  | 23                 |
| 09.132 | Fresno de Río Tirón                         | 10                | 249                                  | 25                 |
| 09.133 | Fresno de Rodilla                           | 12                | 51                                   | 4                  |
| 09.134 | Frías                                       | 29                | 257                                  | 9                  |
| 09.135 | Fuentebureba                                | 9                 | 71                                   | 8                  |
| 09.136 | Fuentecén                                   | 17                | 277                                  | 16                 |
| 09.137 | Fuentelcésped                               | 22                | 194                                  | 9                  |
| 09.138 | Fuentelisendo                               | 7                 | 118                                  | 17                 |
| 09.139 | Fuentemolinos                               | 13                | 123                                  | 9                  |
| 09.140 | Fuentenebro                                 | 39                | 192                                  | 5                  |
| 09.141 | Fuentespina                                 | 12                | 654                                  | 55                 |
| 09.143 | Galbarros                                   | 32                | 33                                   | 1                  |
| 09.148 | Grijalba                                    | 20                | 119                                  | 6                  |
| 09.149 | Grisaleña                                   | 16                | 50                                   | 3                  |
| 09.151 | Gumiel de Izán                              | 76                | 599                                  | 8                  |
| 09.152 | Gumiel de Mercado                           | 58                | 377                                  | 7                  |
| 09.154 | Hacinas                                     | 8                 | 205                                  | 26                 |
| 09.155 | Haza                                        | 84                | 35                                   | 0                  |
| 09.159 | Hontanas                                    | 10                | 65                                   | 7                  |
| 09.160 | Hontangas                                   | 12                | 148                                  | 12                 |
| 09.162 | Hontoria de la Cantera                      | 29                | 126                                  | 4                  |
| 09.163 | Hontoria del Pinar                          | 81                | 818                                  | 10                 |
| 09.164 | Hontoria de Valdearados                     | 32                | 216                                  | 7                  |
| 09.167 | Hornillos del Camino                        | 14                | 69                                   | 5                  |
| 09.169 | Hortigüela                                  | 21                | 121                                  | 6                  |
| 09.170 | Hoyales de Roa                              | 13                | 275                                  | 21                 |
| 09.172 | Huérmeces                                   | 49                | 140                                  | 3                  |
| 09.173 | Huerta de Arriba                            | 33                | 173                                  | 5                  |
| 09.174 | Huerta de Rey                               | 98                | 1200                                 | 12                 |
| 09.175 | Humada                                      | 85                | 188                                  | 2                  |
| 09.176 | Hurones                                     | 8                 | 70                                   | 9                  |
| 09.177 | Ibeas de Juarros                            | 130               | 989                                  | 8                  |
| 09.178 | Ibrillos                                    | 6                 | 97                                   | 16                 |
| 09.179 | Iglesiarrubia                               | 15                | 53                                   | 4                  |
| 09.180 | Iglesias                                    | 35                | 181                                  | 5                  |
| 09.181 | Isar                                        | 66                | 420                                  | 6                  |
| 09.182 | Itero del Castillo                          | 17                | 121                                  | 7                  |
| 09.183 | Jaramillo de la Fuente                      | 22                | 30                                   | 1                  |
| 09.184 | Jaramillo Quemado                           | 17                | 15                                   | 1                  |
| 09.189 | Junta de Traslaloma                         | 76                | 184                                  | 2                  |
| 09.190 | Junta de Villalba de Losa                   | 46                | 102                                  | 2                  |
| 09.191 | Jurisdicción de Lara                        | 25                | 62                                   | 2                  |
| 09.192 | Jurisdicción de San Zadornil                | 31                | 83                                   | 3                  |
| 09.117 | La Cueva de Roa                             | 12                | 109                                  | 9                  |
| 09.144 | La Gallega                                  | 17                | 93                                   | 5                  |
| 09.168 | La Horra                                    | 30                | 447                                  | 15                 |
| 09.276 | La Puebla de Arganzón                       | 19                | 402                                  | 21                 |
| 09.312 | La Revilla y Ahedo                          | 15                | 125                                  | 8                  |
| 09.365 | La Sequera de Haza                          | 7                 | 61                                   | 9                  |
| 09.166 | Las Hormazas                                | 37                | 137                                  | 4                  |
| 09.297 | Las Quintanillas                            | 25                | 353                                  | 14                 |
| 09.422 | La Vid de Bureba                            | 10                | 37                                   | 4                  |
| 09.421 | La Vid y Barrios                            | 38                | 331                                  | 9                  |
| 09.194 | Lerma                                       | 166               | 2587                                 | 16                 |
| 09.195 | Llano de Bureba                             | 15                | 55                                   | 4                  |
| 09.014 | Los Altos                                   | 140               | 223                                  | 2                  |
| 09.030 | Los Ausines                                 | 42                | 135                                  | 3                  |
| 09.034 | Los Balbases                                | 64                | 341                                  | 5                  |
| 09.043 | Los Barrios de Bureba                       | 47                | 242                                  | 5                  |
| 09.196 | Madrigal del Monte                          | 27                | 193                                  | 7                  |
| 09.197 | Madrigalejo del Monte                       | 25                | 174                                  | 7                  |
| 09.198 | Mahamud                                     | 34                | 169                                  | 5                  |
| 09.199 | Mambrilla de Castrejón                      | 16                | 145                                  | 9                  |
| 09.200 | Mambrillas de Lara                          | 34                | 70                                   | 2                  |
| 09.201 | Mamolar                                     | 18                | 63                                   | 4                  |
| 09.202 | Manciles                                    | 7                 | 41                                   | 6                  |
| 09.206 | Mazuela                                     | 13                | 78                                   | 6                  |
| 09.208 | Mecerreyes                                  | 37                | 305                                  | 8                  |
| 09.209 | Medina de Pomar                             | 206               | 4870                                 | 24                 |
| 09.211 | Melgar de Fernamental                       | 109               | 1948                                 | 18                 |
| 09.213 | Merindad de Cuesta-Urria                    | 122               | 513                                  | 4                  |
| 09.214 | Merindad de Montija                         | 100               | 900                                  | 9                  |
| 09.906 | Merindad de Río Ubierna                     | 275               | 1330                                 | 5                  |
| 09.215 | Merindad de Sotoscueva                      | 153               | 534                                  | 3                  |
| 09.216 | Merindad de Valdeporres                     | 120               | 490                                  | 4                  |
| 09.217 | Merindad de Valdivielso                     | 129               | 530                                  | 4                  |
| 09.218 | Milagros                                    | 22                | 463                                  | 21                 |
| 09.219 | Miranda de Ebro                             | 101               | 35.925                               | 356                |
| 09.220 | Miraveche                                   | 23                | 108                                  | 5                  |
| 09.221 | Modúbar de la Emparedada                    | 12                | 301                                  | 25                 |
| 09.223 | Monasterio de la Sierra                     | 6                 | 38                                   | 6                  |
| 09.224 | Monasterio de Rodilla                       | 37                | 223                                  | 6                  |
| 09.225 | Moncalvillo                                 | 27                | 111                                  | 4                  |
| 09.226 | Monterrubio de la Demanda                   | 15                | 96                                   | 6                  |
| 09.227 | Montorio                                    | 24                | 163                                  | 7                  |
| 09.228 | Moradillo de Roa                            | 14                | 209                                  | 15                 |
| 09.229 | Nava de Roa                                 | 22                | 255                                  | 12                 |
| 09.230 | Navas de Bureba                             | 9                 | 47                                   | 5                  |
| 09.231 | Nebreda                                     | 28                | 100                                  | 4                  |
| 09.232 | Neila                                       | 69                | 210                                  | 3                  |
| 09.235 | Olmedillo de Roa                            | 26                | 213                                  | 8                  |
| 09.236 | Olmillos de Muñó                            | 7                 | 43                                   | 6                  |
| 09.238 | Oña                                         | 147               | 1481                                 | 10                 |
| 09.239 | Oquillas                                    | 15                | 74                                   | 5                  |
| 09.241 | Orbaneja Riopico                            | 9                 | 175                                  | 19                 |
| 09.242 | Padilla de Abajo                            | 28                | 101                                  | 4                  |
| 09.243 | Padilla de Arriba                           | 23                | 123                                  | 5                  |
| 09.244 | Padrones de Bureba                          | 20                | 66                                   | 3                  |
| 09.246 | Palacios de la Sierra                       | 70                | 874                                  | 12                 |
| 09.247 | Palacios de Riopisuerga                     | 10                | 29                                   | 3                  |
| 09.248 | Palazuelos de la Sierra                     | 16                | 79                                   | 5                  |
| 09.249 | Palazuelos de Muñó                          | 9                 | 66                                   | 7                  |
| 09.250 | Pampliega                                   | 24                | 394                                  | 16                 |
| 09.251 | Pancorbo                                    | 59                | 468                                  | 8                  |
| 09.253 | Pardilla                                    | 15                | 124                                  | 8                  |
| 09.255 | Partido de la Sierra en Tobalina            | 44                | 76                                   | 2                  |
| 09.256 | Pedrosa de Duero                            | 70                | 522                                  | 7                  |
| 09.257 | Pedrosa del Páramo                          | 11                | 109                                  | 10                 |
| 09.258 | Pedrosa del Príncipe                        | 28                | 269                                  | 10                 |
| 09.259 | Pedrosa de Río Úrbel                        | 49                | 267                                  | 5                  |
| 09.261 | Peñaranda de Duero                          | 65                | 588                                  | 9                  |
| 09.262 | Peral de Arlanza                            | 29                | 239                                  | 8                  |
| 09.265 | Piérnigas                                   | 13                | 43                                   | 3                  |
| 09.266 | Pineda de la Sierra                         | 69                | 126                                  | 2                  |
| 09.267 | Pineda Trasmonte                            | 28                | 175                                  | 6                  |
| 09.268 | Pinilla de los Barruecos                    | 33                | 139                                  | 4                  |
| 09.269 | Pinilla de los Moros                        | 11                | 45                                   | 4                  |
| 09.270 | Pinilla Trasmonte                           | 68                | 217                                  | 3                  |
| 09.272 | Poza de la Sal                              | 82                | 392                                  | 5                  |
| 09.273 | Prádanos de Bureba                          | 11                | 54                                   | 5                  |
| 09.274 | Pradoluengo                                 | 31                | 1666                                 | 54                 |
| 09.275 | Presencio                                   | 35                | 281                                  | 8                  |
| 09.277 | Puentedura                                  | 16                | 131                                  | 8                  |
| 09.279 | Quemada                                     | 21                | 248                                  | 12                 |
| 09.280 | Quintanabureba                              | 12                | 46                                   | 4                  |
| 09.281 | Quintana del Pidio                          | 11                | 181                                  | 16                 |
| 09.283 | Quintanaélez                                | 18                | 88                                   | 5                  |
| 09.287 | Quintanaortuño                              | 6                 | 135                                  | 23                 |
| 09.288 | Quintanapalla                               | 16                | 115                                  | 7                  |
| 09.289 | Quintanar de la Sierra                      | 60                | 2026                                 | 34                 |
| 09.292 | Quintanavides                               | 12                | 84                                   | 7                  |
| 09.901 | Quintanilla del Agua y Tordueles            | 36                | 608                                  | 17                 |
| 09.294 | Quintanilla de la Mata                      | 14                | 160                                  | 11                 |
| 09.295 | Quintanilla del Coco                        | 20                | 111                                  | 6                  |
| 09.298 | Quintanilla San García                      | 46                | 100                                  | 2                  |
| 09.301 | Quintanilla Vivar                           | 13                | 554                                  | 43                 |
| 09.302 | Rabanera del Pinar                          | 33                | 131                                  | 4                  |
| 09.303 | Rábanos                                     | 41                | 81                                   | 2                  |
| 09.304 | Rabé de las Calzadas                        | 10                | 221                                  | 22                 |
| 09.306 | Rebolledo de la Torre                       | 51                | 164                                  | 3                  |
| 09.307 | Redecilla del Camino                        | 12                | 148                                  | 12                 |
| 09.308 | Redecilla del Campo                         | 17                | 81                                   | 5                  |
| 09.309 | Regumiel de la Sierra                       | 21                | 452                                  | 22                 |
| 09.310 | Reinoso                                     | 9                 | 24                                   | 3                  |
| 09.311 | Retuerta                                    | 9                 | 66                                   | 7                  |
| 09.314 | Revilla del Campo                           | 39                | 107                                  | 3                  |
| 09.315 | Revillarruz                                 | 17                | 177                                  | 10                 |
| 09.316 | Revilla Vallejera                           | 28                | 128                                  | 5                  |
| 09.317 | Rezmondo                                    | 7                 | 27                                   | 4                  |
| 09.318 | Riocavado de la Sierra                      | 43                | 64                                   | 1                  |
| 09.321 | Roa                                         | 49                | 2277                                 | 46                 |
| 09.323 | Rojas                                       | 25                | 97                                   | 4                  |
| 09.325 | Royuela de Río Franco                       | 51                | 311                                  | 6                  |
| 09.326 | Rubena                                      | 10                | 172                                  | 17                 |
| 09.327 | Rublacedo de Abajo                          | 39                | 39                                   | 1                  |
| 09.328 | Rucandio                                    | 33                | 104                                  | 3                  |
| 09.329 | Salas de Bureba                             | 13                | 149                                  | 11                 |
| 09.330 | Salas de los Infantes                       | 31                | 2053                                 | 66                 |
| 09.332 | Saldaña de Burgos                           | 8                 | 121                                  | 15                 |
| 09.334 | Salinillas de Bureba                        | 23                | 52                                   | 2                  |
| 09.335 | San Adrián de Juarros                       | 20                | 48                                   | 2                  |
| 09.337 | San Juan del Monte                          | 27                | 164                                  | 6                  |
| 09.338 | San Mamés de Burgos                         | 5                 | 230                                  | 46                 |
| 09.339 | San Martín de Rubiales                      | 19                | 226                                  | 12                 |
| 09.340 | San Millán de Lara                          | 34                | 69                                   | 2                  |
| 09.343 | Santa Cecilia                               | 13                | 125                                  | 10                 |
| 09.345 | Santa Cruz de la Salceda                    | 26                | 203                                  | 8                  |
| 09.346 | Santa Cruz del Valle Urbión                 | 34                | 118                                  | 3                  |
| 09.347 | Santa Gadea del Cid                         | 29                | 182                                  | 6                  |
| 09.348 | Santa Inés                                  | 15                | 188                                  | 13                 |
| 09.350 | Santa María del Campo                       | 60                | 710                                  | 12                 |
| 09.351 | Santa María del Invierno                    | 16                | 67                                   | 4                  |
| 09.352 | Santa María del Mercadillo                  | 30                | 179                                  | 6                  |
| 09.353 | Santa María Rivarredonda                    | 11                | 119                                  | 11                 |
| 09.354 | Santa Olalla de Bureba                      | 11                | 41                                   | 4                  |
| 09.355 | Santibáñez de Esgueva                       | 22                | 149                                  | 7                  |
| 09.356 | Santibáñez del Val                          | 15                | 66                                   | 4                  |
| 09.358 | Santo Domingo de Silos                      | 79                | 295                                  | 4                  |
| 09.360 | San Vicente del Valle                       | 13                | 39                                   | 3                  |
| 09.361 | Sargentes de la Lora                        | 86                | 167                                  | 2                  |
| 09.362 | Sarracín                                    | 10                | 271                                  | 27                 |
| 09.363 | Sasamón                                     | 113               | 1449                                 | 13                 |
| 09.366 | Solarana                                    | 15                | 106                                  | 7                  |
| 09.368 | Sordillos                                   | 8                 | 30                                   | 4                  |
| 09.369 | Sotillo de la Ribera                        | 43                | 599                                  | 14                 |
| 09.372 | Sotragero                                   | 6                 | 164                                  | 27                 |
| 09.373 | Sotresgudo                                  | 172               | 683                                  | 4                  |
| 09.374 | Susinos del Páramo                          | 11                | 108                                  | 10                 |
| 09.375 | Tamarón                                     | 16                | 49                                   | 3                  |
| 09.377 | Tardajos                                    | 13                | 635                                  | 49                 |
| 09.378 | Tejada                                      | 23                | 51                                   | 2                  |
| 09.380 | Terradillos de Esgueva                      | 14                | 128                                  | 9                  |
| 09.381 | Tinieblas de la Sierra                      | 29                | 48                                   | 2                  |
| 09.382 | Tobar                                       | 12                | 50                                   | 4                  |
| 09.384 | Tordómar                                    | 30                | 399                                  | 13                 |
| 09.386 | Torrecilla del Monte                        | 15                | 72                                   | 5                  |
| 09.387 | Torregalindo                                | 15                | 141                                  | 9                  |
| 09.388 | Torrelara                                   | 13                | 25                                   | 2                  |
| 09.389 | Torrepadre                                  | 29                | 119                                  | 4                  |
| 09.390 | Torresandino                                | 93                | 816                                  | 9                  |
| 09.391 | Tórtoles de Esgueva                         | 79                | 542                                  | 7                  |
| 09.392 | Tosantos                                    | 6                 | 59                                   | 10                 |
| 09.394 | Trespaderne                                 | 37                | 1031                                 | 28                 |
| 09.395 | Tubilla del Agua                            | 79                | 178                                  | 2                  |
| 09.396 | Tubilla del Lago                            | 23                | 178                                  | 8                  |
| 09.398 | Úrbel del Castillo                          | 31                | 98                                   | 3                  |
| 09.400 | Vadocondes                                  | 26                | 445                                  | 17                 |
| 09.403 | Valdeande                                   | 31                | 139                                  | 4                  |
| 09.405 | Valdezate                                   | 21                | 183                                  | 9                  |
| 09.406 | Valdorros                                   | 17                | 125                                  | 7                  |
| 09.408 | Vallarta de Bureba                          | 19                | 64                                   | 3                  |
| 09.904 | Valle de las Navas                          | 112               | 626                                  | 6                  |
| 09.908 | Valle de Losa                               | 228               | 628                                  | 3                  |
| 09.409 | Valle de Manzanedo                          | 52                | 122                                  | 2                  |
| 09.410 | Valle de Mena                               | 263               | 3229                                 | 12                 |
| 09.411 | Valle de Oca                                | 39                | 226                                  | 6                  |
| 09.902 | Valle de Santibáñez                         | 106               | 567                                  | 5                  |
| 09.905 | Valle de Sedano                             | 264               | 536                                  | 2                  |
| 09.412 | Valle de Tobalina                           | 158               | 1048                                 | 7                  |
| 09.413 | Valle de Valdebezana                        | 175               | 674                                  | 4                  |
| 09.414 | Valle de Valdelaguna                        | 93                | 217                                  | 2                  |
| 09.415 | Valle de Valdelucio                         | 96                | 352                                  | 4                  |
| 09.416 | Valle de Zamanzas                           | 19                | 79                                   | 4                  |
| 09.417 | Vallejera                                   | 18                | 53                                   | 3                  |
| 09.418 | Valles de Palenzuela                        | 21                | 106                                  | 5                  |
| 09.419 | Valluércanes                                | 28                | 106                                  | 4                  |
| 09.407 | Valmala                                     | 17                | 37                                   | 2                  |
| 09.423 | Vileña                                      | 6                 | 36                                   | 6                  |
| 09.427 | Villadiego                                  | 328               | 1924                                 | 6                  |
| 09.428 | Villaescusa de Roa                          | 18                | 169                                  | 9                  |
| 09.429 | Villaescusa la Sombría                      | 16                | 58                                   | 4                  |
| 09.430 | Villaespasa                                 | 20                | 25                                   | 1                  |
| 09.431 | Villafranca Montes de Oca                   | 52                | 191                                  | 4                  |
| 09.432 | Villafruela                                 | 52                | 278                                  | 5                  |
| 09.433 | Villagalijo                                 | 22                | 64                                   | 3                  |
| 09.434 | Villagonzalo Pedernales                     | 14                | 905                                  | 65                 |
| 09.437 | Villahoz                                    | 51                | 402                                  | 8                  |
| 09.438 | Villalba de Duero                           | 14                | 620                                  | 44                 |
| 09.439 | Villalbilla de Burgos                       | 14                | 720                                  | 51                 |
| 09.440 | Villalbilla de Gumiel                       | 26                | 127                                  | 5                  |
| 09.441 | Villaldemiro                                | 14                | 77                                   | 6                  |
| 09.442 | Villalmanzo                                 | 24                | 511                                  | 21                 |
| 09.443 | Villamayor de los Montes                    | 41                | 243                                  | 6                  |
| 09.444 | Villamayor de Treviño                       | 21                | 113                                  | 5                  |
| 09.445 | Villambistia                                | 13                | 67                                   | 5                  |
| 09.446 | Villamedianilla                             | 7                 | 25                                   | 4                  |
| 09.447 | Villamiel de la Sierra                      | 18                | 39                                   | 2                  |
| 09.448 | Villangómez                                 | 38                | 319                                  | 8                  |
| 09.449 | Villanueva de Argaño                        | 8                 | 126                                  | 16                 |
| 09.450 | Villanueva de Carazo                        | 7                 | 28                                   | 4                  |
| 09.451 | Villanueva de Gumiel                        | 22                | 305                                  | 14                 |
| 09.454 | Villanueva de Teba                          | 6                 | 67                                   | 11                 |
| 09.455 | Villaquirán de la Puebla                    | 12                | 65                                   | 5                  |
| 09.456 | Villaquirán de los Infantes                 | 13                | 221                                  | 17                 |
| 09.903 | Villarcayo de Merindad de Castilla la Vieja | 160               | 3777                                 | 24                 |
| 09.458 | Villariezo                                  | 12                | 320                                  | 27                 |
| 09.460 | Villasandino                                | 44                | 255                                  | 6                  |
| 09.463 | Villasur de Herreros                        | 88                | 312                                  | 4                  |
| 09.464 | Villatuelda                                 | 15                | 61                                   | 4                  |
| 09.466 | Villaverde del Monte                        | 37                | 179                                  | 5                  |
| 09.467 | Villaverde-Mogina                           | 14                | 111                                  | 8                  |
| 09.471 | Villayerno Morquillas                       | 9                 | 185                                  | 21                 |
| 09.472 | Villazopeque                                | 12                | 75                                   | 6                  |
| 09.473 | Villegas                                    | 25                | 123                                  | 5                  |
| 09.476 | Villoruebo                                  | 26                | 53                                   | 2                  |
| 09.424 | Viloria de Rioja                            | 7                 | 61                                   | 9                  |
| 09.425 | Vilviestre del Pinar                        | 34                | 762                                  | 22                 |
| 09.478 | Vizcaínos                                   | 4                 | 66                                   | 17                 |
| 09.480 | Zael                                        | 19                | 135                                  | 7                  |
| 09.482 | Zarzosa de Río Pisuerga                     | 11                | 55                                   | 5                  |
| 09.483 | Zazuar                                      | 23                | 245                                  | 11                 |
| 09.485 | Zuñeda                                      | 12                | 80                                   | 7                  |

Abajas · Adrada de Haza · Aguas Cándidas · Aguilar de Bureba · Albillos · Alcocero de Mola · Alfoz de Bricia · Alfoz de Quintanadueñas · Alfoz de Santa Gadea · Altable · Ameyugo · Anguix · Aranda de Duero · Arandilla · Arauzo de Miel · Arauzo de Salce · Arauzo de Torre · Arcos · Arenillas de Riopisuerga · Arija · Arlanzón · Arraya de Oca · Atapuerca · Avellanosa de Muñó · Bahabón de Esgueva · Barbadillo de Herreros · Barbadillo del Mercado · Barbadillo del Pez · Barrio de Muñó · Barrios de Colina · Basconcillos del Tozo · Bascuñana · Baños de Valdearados · Bañuelos de Bureba · Belbimbre · Belorado · Berberana · Berlangas de Roa · Berzosa de Bureba · Bozoó · Brazacorta · Briviesca · Bugedo · Buniel · Burgos · Busto de Bureba · Cabañes de Esgueva · Cabezón de la Sierra · Caleruega · Campillo de Aranda · Campolara · Canicosa de la Sierra · Cantabrana · Carazo · Carcedo de Bureba · Carcedo de Burgos · Cardeñadijo · Cardeñajimeno · Cardeñuela Riopico · Carrias · Cascajares de Bureba · Cascajares de la Sierra · Castellanos de Castro · Castil de Peones · Castildelgado · Castrillo Mota de Judíos · Castrillo de Riopisuerga · Castrillo de la Reina · Castrillo de la Vega · Castrillo del Val · Castrojeriz · Cavia · Cayuela · Cebrecos · Celada del Camino · Cerezo de Río Tirón · Cerratón de Juarros · Ciadoncha · Cillaperlata · Cilleruelo de Abajo · Cilleruelo de Arriba · Ciruelos de Cervera · Cogollos · Condado de Treviño · Contreras · Coruña del Conde · Covarrubias · Cubillo del Campo · Cubo de Bureba · Cuevas de San Clemente · Encío · Espinosa de Cervera · Espinosa de los Monteros · Espinosa del Camino · Estépar · Fontioso · Frandovínez · Fresneda de la Sierra Tirón · Fresneña · Fresnillo de las Dueñas · Fresno de Rodilla · Fresno de Río Tirón · Frías · Fuentebureba · Fuentecén · Fuentelcésped · Fuentelisendo · Fuentemolinos · Fuentenebro · Fuentespina · Galbarros · Grijalba · Grisaleña · Gumiel de Izán · Gumiel de Mercado · Hacinas · Haza · Hontanas · Hontangas · Hontoria de Valdearados · Hontoria de la Cantera · Hontoria del Pinar · Hornillos del Camino · Hortigüela · Hoyales de Roa · Huerta de Arriba · Huerta de Rey · Humada · Hurones · Huérmeces · Ibeas de Juarros · Ibrillos · Iglesiarrubia · Iglesias · Isar · Itero del Castillo · Jaramillo Quemado · Jaramillo de la Fuente · Junta de Traslaloma · Junta de Villalba de Losa · Jurisdicción de Lara · Jurisdicción de San Zadornil · La Cueva de Roa · La Gallega · La Horra · La Puebla de Arganzón · La Revilla y Ahedo · La Sequera de Haza · La Vid de Bureba · La Vid y Barrios · Las Hormazas · Las Quintanillas · Lerma · Llano de Bureba · Los Altos · Los Ausines · Los Balbases · Los Barrios de Bureba · Madrigal del Monte · Madrigalejo del Monte · Mahamud · Mambrilla de Castrejón · Mambrillas de Lara · Mamolar · Manciles · Mazuela · Mecerreyes · Medina de Pomar · Melgar de Fernamental · Merindad de Cuesta-Urria · Merindad de Montija · Merindad de Río Ubierna · Merindad de Sotoscueva · Merindad de Valdeporres · Merindad de Valdivielso · Milagros · Miranda de Ebro · Miraveche · Modúbar de la Emparedada · Monasterio de Rodilla · Monasterio de la Sierra · Moncalvillo · Monterrubio de la Demanda · Montorio · Moradillo de Roa · Nava de Roa · Navas de Bureba · Nebreda · Neila · Olmedillo de Roa · Olmillos de Muñó · Oquillas · Orbaneja Riopico · Oña · Padilla de Abajo · Padilla de Arriba · Padrones de Bureba · Palacios de Riopisuerga · Palacios de la Sierra · Palazuelos de Muñó · Palazuelos de la Sierra · Pampliega · Pancorbo · Pardilla · Partido de la Sierra en Tobalina · Pedrosa de Duero · Pedrosa de Río Úrbel · Pedrosa del Príncipe · Pedrosa del Páramo · Peral de Arlanza · Peñaranda de Duero · Pineda Trasmonte · Pineda de la Sierra · Pinilla Trasmonte · Pinilla de los Barruecos · Pinilla de los Moros · Piérnigas · Poza de la Sal · Pradoluengo · Presencio · Prádanos de Bureba · Puentedura · Quemada · Quintana del Pidio · Quintanabureba · Quintanaortuño · Quintanapalla · Quintanar de la Sierra · Quintanavides · Quintanaélez · Quintanilla San García · Quintanilla Vivar · Quintanilla de la Mata · Quintanilla del Agua y Tordueles · Quintanilla del Coco · Rabanera del Pinar · Rabé de las Calzadas · Rebolledo de la Torre · Redecilla del Camino · Redecilla del Campo · Regumiel de la Sierra · Reinoso · Retuerta · Revilla Vallejera · Revilla del Campo · Revillarruz · Rezmondo · Riocavado de la Sierra · Roa · Rojas · Royuela de Río Franco · Rubena · Rublacedo de Abajo · Rucandio · Rábanos · Salas de Bureba · Salas de los Infantes · Saldaña de Burgos · Salinillas de Bureba · San Adrián de Juarros · San Juan del Monte · San Mamés de Burgos · San Martín de Rubiales · San Millán de Lara · San Vicente del Valle · Santa Cecilia · Santa Cruz de la Salceda · Santa Cruz del Valle Urbión · Santa Gadea del Cid · Santa Inés · Santa María Rivarredonda · Santa María del Campo · Santa María del Invierno · Santa María del Mercadillo · Santa Olalla de Bureba · Santibáñez de Esgueva · Santibáñez del Val · Santo Domingo de Silos · Sargentes de la Lora · Sarracín · Sasamón · Solarana · Sordillos · Sotillo de la Ribera · Sotragero · Sotresgudo · Susinos del Páramo · Tamarón · Tardajos · Tejada · Terradillos de Esgueva · Tinieblas de la Sierra · Tobar · Tordómar · Torrecilla del Monte · Torregalindo · Torrelara · Torrepadre · Torresandino · Tosantos · Trespaderne · Tubilla del Agua · Tubilla del Lago · Tórtoles de Esgueva · Úrbel del Castillo · Vadocondes · Valdeande · Valdezate · Valdorros · Vallarta de Bureba · Valle de Losa · Valle de Manzanedo · Valle de Mena · Valle de Oca · Valle de Santibáñez · Valle de Sedano · Valle de Tobalina · Valle de Valdebezana · Valle de Valdelaguna · Valle de Valdelucio · Valle de Zamanzas · Valle de las Navas · Vallejera · Valles de Palenzuela · Valluércanes · Valmala · Vileña · Villadiego · Villaescusa de Roa · Villaescusa la Sombría · Villaespasa · Villafranca Montes de Oca · Villafruela · Villagalijo · Villagonzalo Pedernales · Villahoz · Villalba de Duero · Villalbilla de Burgos · Villalbilla de Gumiel · Villaldemiro · Villalmanzo · Villamayor de Treviño · Villamayor de los Montes · Villambistia · Villamedianilla · Villamiel de la Sierra · Villangómez · Villanueva de Argaño · Villanueva de Carazo · Villanueva de Gumiel · Villanueva de Teba · Villaquirán de la Puebla · Villaquirán de los Infantes · Villarcayo de Merindad de Castilla la Vieja · Villariezo · Villasandino · Villasur de Herreros · Villatuelda · Villaverde del Monte · Villaverde-Mogina · Villayerno Morquillas · Villazopeque · Villegas · Villoruebo · Viloria de Rioja · Vilviestre del Pinar · Vizcaínos · Zael · Zarzosa de Río Pisuerga · Zazuar · Zuñeda